# A kis hableány (televíziós sorozat)
A kis hableány (eredeti cím: Disney's The Little Mermaid) amerikai televíziós rajzfilmsorozat, amely Andersen meséjének A kis hableány című 1989-es egész estés rajzfilm változata mellé készült televíziós sorozat. Időrendileg bizonyos szempont szerint elméletileg a mozifilm előtt játszódik különböző rövid kalandokkal és nem folytatás formában. Az Egyesült Államokban 1992 és 1994 között vetítették, és még sok más ország tévéadóin sugározták.
A tévésorozatot a The Walt Disney Company készítette, az első rész bemutatójára 1992. szeptember 11-én került sor az CBS-n és a Disney Channel-en. A tv-sorozatot 1994. november 26-ig sugározták. Magyarországon először 1995-ben vetítették, a Walt Disney bemutatja műsorban a Magyar Televízió 1-es csatornáján.

## Történet
Walt Disney egyik legkedveltebb klasszikusának, A kis hableány szereplői most visszatérnek, hogy újabb kalandokra hívjanak minden kicsit és nagyot, de még a filmtörténet kezdeténél. Elméletileg bizonyos szempontból a mozifilmek előtt játszódik és Ariel sokkal hebrencsebb természetű. Ám Ursulá-val kapcsolatosan a sorozat történetfolyama logikai bakit okozott a mozifilmmel szemben, hiszen eszerint a boszorkány gonoszságait már ismerni kellett volna.
A legnépszerűbb és legbájosabb hőse Ariel, aki Triton Király legkisebb leánya éppen Ficánkával és Sebastian-nal sok-sok kalandra kelnek. Ursulá-n kívül még vannak gonosztevők, pl: Smonca Languszta, Pacli, Rémes rák, gonosz Manta, Apály és Dagály, no meg a Cápaföldiek.

## Szereplők

### Filmszereplők
| Szereplő      | Eredeti hang                                    | Magyar hang                                         |
| ------------- | ----------------------------------------------- | --------------------------------------------------- |
| Ariel         | Jodi Benson                                     | Oszvald Marika                                      |
| Sebastian     | Samuel E. Wright                                | Vass Gábor                                          |
| Ficánka       | Bradley Pierce (1. évad) Edan Gross (2-3. évad) | Simonyi Balázs                                      |
| Triton király | Kenneth Mars                                    | Mádi Szabó Gábor                                    |
| Aquata        | Mona Marshall                                   | N/A                                                 |
| Andrina       | Cathy Cavadini                                  | N/A                                                 |
| Arista        | Mary Kay Bergman                                | Koffler Gizi                                        |
| Atina         | Kath Soucie                                     | Oláh Orsolya                                        |
| Adella        | Sherry Lynn                                     | Hirling Judit                                       |
| Alana         | Kimmy Robertson                                 | Roatis Andrea (1. hang) Farkasinszky Edit (2. hang) |
| Csikóhal      | Charles Adler                                   | Boros Zoltán (1. hang) Szokol Péter (2. hang)       |
| Ursula        | Pat Carroll                                     | Schubert Éva                                        |
| Hablaty       | Maurice LaMarche                                | Szombathy Gyula                                     |
| Eric herceg   | Jeff Bennett                                    | Zalán János                                         |
| Grimsby       | Kay E. Kuter                                    | Horkai János                                        |
| Louis         | René Auberjonois                                | Szokol Péter                                        |

### Egyéb szereplők
| Szereplő                          | Eredeti hang     | Magyar hang                 |
| --------------------------------- | ---------------- | --------------------------- |
| Urchin                            | Danny Cooksey    | Tóth Attila                 |
| Smonca Languszta                  | Joe Alaskey      | Harsányi Gábor              |
| Pacli                             | David Lander     | Lippai László               |
| Gonosz Manta                      | Tim Curry        | Uri István                  |
| Moray                             | Dave Coulier     | Versényi László             |
| Dudley                            | Dave Coulier     | Móni Ottó                   |
| Shaga Fejedelem                   | Jim Cummings     | Beregi Péter                |
| Cápaföldi katona #1               | Jim Cummings     | Kristóf Tibor               |
| Szélvész gazdája                  | Jim Cummings     | Pataky Imre                 |
| Rémes rák                         | Jim Cummings     | Kránitz Lajos               |
| Kagylóvári gróf                   | Jim Cummings     | Wohlmuth István             |
| Vigyori, kincstárnok              | Jim Cummings     | Gruber Hugó                 |
| Dagály                            | Jim Cummings     | Barbinek Péter              |
| Morcos mágus hal                  | Jim Cummings     | Varga T. József             |
| Papa rák (Sebastian papája)       | Jim Cummings     | Dobránszky Zoltán           |
| Falusi                            | Jim Cummings     | Galkó Balázs                |
| Gyógyulást kereső falusi          | Jim Cummings     | ?                           |
| Szörny                            | Jim Cummings     | Kárpáti Tibor               |
| Csodabarlang                      | N/A              | Kárpáti Tibor               |
| Kagylóváriné                      | Kath Soucie      | Sáfár Anikó                 |
| Apály                             | Kath Soucie      | Kocsis Mariann              |
| Mágus hallány                     | Kath Soucie      | Némedi Mari                 |
| Shaabala parancsnok               | Charles Adler    | Hollósi Frigyes             |
| Kölyök polip                      | Pat Fraley       | Izsóf Vilmos                |
| Öreg polip                        | Hal Smith        | Dobránszky Zoltán           |
| Archimedes                        | Rod McKuen       | Dobránszky Zoltán           |
| Simon                             | Brian Cummings   | Kisfalussy Bálint           |
| Tengeri rózsák                    | Frank Welker     | Laklóth Aladár Szokol Péter |
| Zöld csigafarkú fiú               | Scott Menville   | Gáspár András               |
| Thor                              | Jordan Jacobson  | Csuja Imre                  |
| Konferáló a tavaszi fesztiválon   | N/A              | Csuja Imre                  |
| Tengerész                         | N/A              | Csuja Imre                  |
| Augustus                          | Keene Curtis     | Melis Gábor                 |
| Szepi (Fiatal Triton)             | Whit Hertford    | Szalay Csongor              |
| Tengeri boszorkány                | Linda Gary       | Andresz Kati                |
| Jósnő                             | Linda Gary       | Kocsis Mariann              |
| Falusi nő                         | Linda Gary       | Némedi Mari                 |
| Pearl                             | Cree Summer      | Orosz Helga                 |
| Pearl anyja                       | Russi Taylor     | ?                           |
| Baracuda                          | Tino Insana      | Hankó Attila                |
| Kívánság Csillag                  | Tony Jay         | Galamb György               |
| Zeus                              | Mark Hamill      | Balázsi Gyula               |
| Hans Christian Andersen           | Mark Hamill      | Jakab Csaba                 |
| Mágus hal                         | Clive Revill     | Csikos Gábor                |
| Cápaföldi katona #2               | N/A              | Csikos Gábor                |
| Ollie                             | Whit Hertford    | Gerő Gábor                  |
| Rákcserkész #1                    | J. D. Daniels    | Gallusz Attila              |
| Rákcserkészlány                   | Anndi McAfee     | Molnár Ilona                |
| Lány                              | Ashley Peldon    | Molnár Ilona                |
| Fiú                               | Ashley Peldon    | Molnár Levente              |
| Rákcserkész #2                    | Bradley Pierce   | Molnár Levente              |
| Kapitány                          | Gregg Berger     | Albert Péter                |
| Kalózkapitány                     | Ed Gilbert       | Albert Péter                |
| Mama rák (Sebastian mamája)       | Hattie Winston   | Halász Aranka               |
| Dr. Ampula                        | Kenneth Mars     | Konrád Antal                |
| Daniel                            | Justin Shenkarow | Szőke András                |
| Apolló                            | Ron Perlman      | Bognár Zsolt                |
| Ocotpánok vezetője                | Clancy Brown     | Faragó József               |
| Gonoszka                          | J.D. Daniels     | Hamvas Dániel               |
| Lámpás hal                        | N/A              | Verebély Iván               |
| Tintahal                          | N/A              | Szabó Sipos Barnabás        |
| Hal hölgy a hogyishívják ügyében  | N/A              | Jani Ildikó                 |
| Szürke hal a hogyishívják ügyében | N/A              | Rosta Sándor                |
| Hal a hogyishívják ügyében        | N/A              | Gruber Hugó                 |
| Cirkusztulajdonos                 | N/A              | Varga Tamás                 |
| Polly                             | N/A              | Szokol Péter                |
| Szimpla kukac                     | N/A              | Harmath Imre                |
| Agyszivacs                        | N/A              | Cs. Németh Lajos            |
| Vikingsellők                      | N/A              | Csuja Imre Varga Tamás      |

További magyar hangok: Bata János, Dengyel Iván, Dimulász Miklós, Dobránszky Zoltán, F. Nagy Zoltán, Horányi László, R. Kárpáti Péter, Szűcs Sándor, Zágoni Zsolt

## Epizódok
| Évad | Évad | Epizód | Évadpremier          | Évadzárás          |
| ---- | ---- | ------ | -------------------- | ------------------ |
|      | 1    | 14     | 1992. szeptember 11. | 1992. december 5.  |
|      | 2    | 9      | 1993. szeptember 18. | 1993. november 11. |
|      | 3    | 8      | 1994. szeptember 17. | 1994. november 26. |

### 1. évad (1992)
| Sor. | Év. | Eredeti cím               | Magyar cím           | Eredeti bemutató (CBS) | Magyar bemutató (MTV1) | Kód |
| ---- | --- | ------------------------- | -------------------- | ---------------------- | ---------------------- | --- |
| 1.   | 1.  | Whale of a Tale           | Bálna mese           | 1992. szeptember 11.   | 1995. január 1.        | 7   |
| 2.   | 2.  | The Great Sebastian       | A nagy Sebastian     | 1992. szeptember 12.   | 1995. január 8.        | 1   |
| 3.   | 3.  | Stormy                    | Szélvész             | 1992. szeptember 19.   | 1995. január 15.       | 2   |
| 4.   | 4.  | Urchin                    | Urchin               | 1992. szeptember 26.   | 1995. január 22.       | 3   |
| 5.   | 5.  | Double Bubble             | Dupla buborék        | 1992. október 3.       | 1995. január 29.       | 4   |
| 6.   | 6.  | Message in a Bottle       | Üzenet a palackban   | 1992. október 10.      | 1995. február 5.       | 5   |
| 7.   | 7.  | Charmed                   | Karkötő              | 1992. október 17.      | 1995. február 19.      | 8   |
| 8.   | 8.  | Marriage of Inconvenience | Kellemetlen házasság | 1992. október 24.      | 1995. február 26.      | 9   |
| 9.   | 9.  | The Evil Manta            | A gonosz Manta       | 1992. október 31.      | 1995. március 12.      | 11  |
| 10.  | 10. | Thingamajigger            | A hogyishívják       | 1992. november 7.      | 1995. február 12.      | 6   |
| 11.  | 11. | Red                       | Az ifjú király       | 1992. november 14.     | 1995. március 19.      | 12  |
| 12.  | 12. | Beached                   | Nővérek büntetésben  | 1992. november 21.     | 1995. március 26.      | 13  |
| 13.  | 13. | Trident True              | A király szigonya    | 1992. november 28.     | 1995. április 2.       | 14  |
| 14.  | 14. | Eel-Ectric City           | A kikapós hableányok | 1992. december 5.      | 1995. március 5.       | 10  |

### 2. évad (1993)
| Sor. | Év. | Magyar cím               | Eredeti cím           | Eredeti bemutató (CBS) | Magyar bemutató (MTV1) | Kód |
| ---- | --- | ------------------------ | --------------------- | ---------------------- | ---------------------- | --- |
| 15.  | 1.  | Resigned to It           | Sebastian lemondása   | 1993. szeptember 18.   | 1995. április 9.       | 15  |
| 16.  | 2.  | Calliope Dreams          | A tengeri sípláda     | 1993. szeptember 25.   | 1995. április 17.      | 16  |
| 17.  | 3.  | Save the Whale           | Mentsük meg a bálnát! | 1993. október 2.       | 1995. május 7.         | 19  |
| 18.  | 4.  | Against the Tide         | Szemben az árral      | 1993. október 9.       | 1995. április 30.      | 18  |
| 19.  | 5.  | Giggles                  | Az átkozott nevetés   | 1993. október 16.      | 1995. április 23.      | 17  |
| 20.  | 6.  | Wish Upon a Starfish     | Álmok                 | 1993. október 23.      | 1995. május 14.        | 20  |
| 21.  | 7.  | Tail of Two Crabs        | A rivális rákok       | 1993. október 30.      | 1995. május 21.        | 21  |
| 22.  | 8.  | Metal Fish               | A fémhal              | 1993. november 6.      | 1995. május 28.        | 22  |
| 23.  | 9.  | T'ank You for Dat, Ariel | Ariel varázsol        | 1993. november 11.     | 1995. június 4.        | 23  |

### 3. évad (1994)
| Sor. | Év. | Magyar cím            | Eredeti cím             | Eredeti bemutató (CBS) | Magyar bemutató (MTV1) |
| ---- | --- | --------------------- | ----------------------- | ---------------------- | ---------------------- |
| 24.  | 1.  | Scuttle               | Hablaty                 | 1994. szeptember 17.   | 1995. június 11.       |
| 25.  | 2.  | King Crab             | Sebastian király        | 1994. szeptember 24.   | 1995. június 18.       |
| 26.  | 3.  | Island of Fear        | A félelem szigete       | 1994. október 1.       | 1995. június 25.       |
| 27.  | 4.  | Land of the Dinosaurs | A dinoszauruszok földje | 1994. október 8.       | 1995. július 2.        |
| 28.  | 5.  | Heroes                | Hősök                   | 1994. október 15.      | 1995. július 9.        |
| 29.  | 6.  | The Beast Within      | Megbocsátani jó         | 1994. október 22.      | 1995. július 16.       |
| 30.  | 7.  | Ariel's Treasures     | Ariel kincsei           | 1994. október 29.      | 1995. július 23.       |
| 31.  | 8.  | A Little Evil         | A kis gonosz            | 1994. november 26.     | 1995. július 30.       |